# Philippe Recoura
Philippe Recoura est un ancien joueur de basket-ball français.

## Biographie
Il rejoint son frère Bruno à l'ASVEL en 1975.

## Carrière
- 1975-1979 :  ASVEL Villeurbanne (Nationale 1)[1].

## Palmarès
- Champion de France en 1977
- Finaliste du championnat de France en 1978